# Haplanister
Haplanister crypticus es una  especie de coleóptero adéfago de la familia Carabidae y el único miembro del género monotípico Haplanister. Es originario de Nueva Zelanda.